# Olympische Sommerspiele 1996/Schießen
Bei den XXVI. Olympischen Sommerspielen 1996 in Atlanta fanden 15 Wettbewerbe im Sportschießen statt, davon zehn für Männer und fünf für Frauen. Austragungsort war der Wolf Creek Shooting Complex. Auf dem Programm standen keine Disziplinen mehr, die für beide Geschlechter offen waren.

## Bilanz

### Medaillenspiegel
| Platz | Land               | Gold | Silber | Bronze | Gesamt |
| ----- | ------------------ | ---- | ------ | ------ | ------ |
| 1     | Russland           | 3    | 2      | 1      | 6      |
| 2     | China              | 2    | 2      | 1      | 5      |
| 3     | Deutschland        | 2    | 2      | –      | 4      |
| 4     | Italien            | 2    | 1      | 2      | 5      |
| 5     | Australien         | 2    | –      | 1      | 3      |
| 6     | Polen              | 1    | 1      | 1      | 3      |
| 6     | Vereinigte Staaten | 1    | 1      | 1      | 3      |
| 8     | Frankreich         | 1    | –      | 1      | 2      |
| 8     | BR Jugoslawien     | 1    | –      | 1      | 2      |
| 10    | Bulgarien          | –    | 2      | 2      | 4      |
| 11    | Kasachstan         | –    | 2      | 1      | 3      |
| 12    | Österreich         | –    | 1      | 1      | 2      |
| 13    | Belarus            | –    | 1      | –      | 1      |
| 14    | Slowakei           | –    | –      | 1      | 1      |
| 14    | Tschechien         | –    | –      | 1      | 1      |

### Medaillengewinner
| Konkurrenz                           | Gold                 | Silber              | Bronze              |
| ------------------------------------ | -------------------- | ------------------- | ------------------- |
| Kleinkaliber Dreistellungskampf 50 m | Jean-Pierre Amat     | Sergei Beljajew     | Wolfram Waibel jr.  |
| Kleinkaliber liegend 50 m            | Christian Klees      | Sergei Beljajew     | Jozef Gönci         |
| Laufende Scheibe 10 m                | Yang Ling            | Xiao Jun            | Miroslav Januš      |
| Luftgewehr 10 m                      | Artjom Chadschibekow | Wolfram Waibel jr.  | Jean-Pierre Amat    |
| Freie Pistole 50 m                   | Boris Kokorew        | Ihar Bassinski      | Roberto Di Donna    |
| Schnellfeuerpistole 25 m             | Ralf Schumann        | Emil Milew          | Wladimir Wochmjanin |
| Luftpistole 10 m                     | Roberto Di Donna     | Wang Yifu           | Tanju Kirjakow      |
| Skeet                                | Ennio Falco          | Mirosław Rzepkowski | Andrea Benelli      |
| Trap                                 | Michael Diamond      | Josh Lakatos        | Lance Bade          |
| Doppel-Trap                          | Russell Mark         | Albano Pera         | Zhang Bing          |

| Konkurrenz                           | Gold              | Silber              | Bronze             |
| ------------------------------------ | ----------------- | ------------------- | ------------------ |
| Kleinkaliber Dreistellungskampf 50 m | Aleksandra Ivošev | Irina Gerassimjonok | Renata Mauer       |
| Luftgewehr 10 m                      | Renata Mauer      | Petra Horneber      | Aleksandra Ivošev  |
| Sportpistole 25 m                    | Li Duihong        | Diana Jorgowa       | Marina Logwinenko  |
| Luftpistole 10 m                     | Olga Klotschnewa  | Marina Logwinenko   | Marija Grosdewa    |
| Doppel-Trap                          | Kim Rhode         | Susanne Kiermayer   | Deserie Huddleston |

## Ergebnisse Männer

### Kleinkaliber Dreistellungskampf 50 m
| Platz | Land | Sportler           | Punkte      |
| ----- | ---- | ------------------ | ----------- |
| 1     | FRA  | Jean-Pierre Amat   | 1273,9 (OR) |
| 2     | KAZ  | Sergei Beljajew    | 1272,3      |
| 3     | AUT  | Wolfram Waibel jr. | 1269,6      |
| 4     | YUG  | Goran Maksimović   | 1268,6      |
| 5     | SVK  | Jozef Gönci        | 1267,7      |
| 6     | USA  | Robert Harbison    | 1267,7      |
| 7     | CZE  | Václav Bečvář      | 1264,0      |
| 8     | BLR  | Sjarhej Martynau   | 1263,9      |
|       |      |                    |             |
| 10    | GER  | Maik Eckhardt      | 1165        |
| 13    | AUT  | Thomas Farnik      | 1164        |
| 32    | SUI  | Andreas Zumbach    | 1157        |
| 37    | GER  | Christian Klees    | 1155        |

Datum: 27. Juli 1996

45 Teilnehmer aus 30 Ländern

### Kleinkaliber liegend 50 m
| Platz | Land | Sportler           | Punkte     |
| ----- | ---- | ------------------ | ---------- |
| 1     | GER  | Christian Klees    | 704,8 (WR) |
| 2     | KAZ  | Sergei Beljajew    | 703,3      |
| 3     | SVK  | Jozef Gönci        | 701,9      |
| 4     | ESP  | Jorge González     | 701,7      |
| 5     | CZE  | Milan Mach         | 700,9      |
| 6     | BLR  | Sjarhej Martynau   | 699,6      |
| 7     | KOR  | Lee Eun-chul       | 699,1      |
| 8     | USA  | Bill Meek          | 698,9      |
|       |      |                    |            |
| 11    | GER  | Bernd Rücker       | 595        |
| 20    | SUI  | Kurt Koch          | 594        |
| 26    | SUI  | Andreas Zumbach    | 593        |
| 39    | AUT  | Wolfram Waibel jr. | 590        |
| 42    | AUT  | Thomas Farnik      | 589        |

Datum: 25. Juli 1996

52 Teilnehmer aus 36 Ländern

### Laufende Scheibe 10 m
| Platz | Land | Sportler         | Punkte |
| ----- | ---- | ---------------- | ------ |
| 1     | CHN  | Yang Ling        | 685,8  |
| 2     | CHN  | Xiao Jun         | 679,8  |
| 3     | CZE  | Miroslav Januš   | 678,4  |
| 4     | HUN  | József Sike      | 677,1  |
| 5     | RUS  | Dmitri Lykin     | 676,7  |
| 6     | FIN  | Krister Holmberg | 672,4  |
| 7     | GER  | Jens Zimmermann  | 672,2  |
| 8     | GUA  | Attila Solti     | 667,0  |
|       |      |                  |        |
| 11    | GER  | Michael Jakosits | 568    |

Datum: 26. Juli 1996

20 Teilnehmer aus 14 Ländern

### Luftgewehr 10 m
| Platz | Land | Sportler             | Punkte |
| ----- | ---- | -------------------- | ------ |
| 1     | RUS  | Artjom Chadschibekow | 695,7  |
| 2     | AUT  | Wolfram Waibel jr.   | 695,2  |
| 3     | FRA  | Jean-Pierre Amat     | 693,1  |
| 4     | RUS  | Jewgeni Aleinikow    | 692,9  |
| 5     | NOR  | Leif Steinar Rolland | 692,5  |
| 6     | SLO  | Rajmond Debevec      | 692,1  |
| 7     | USA  | Robert Harbison      | 691,8  |
| 8     | CZE  | Milan Bakeš          | 690,5  |
| 9     | GER  | Maik Eckhardt        | 591    |
|       |      |                      |        |
| 18    | AUT  | Dieter Grabner       | 588    |
| 18    | GER  | Johann Riederer      | 588    |
| 28    | SUI  | Andreas Zumbach      | 584    |

Datum: 22. Juli 1996

44 Teilnehmer aus 31 Ländern

### Freie Pistole 50 m
| Platz | Land | Sportler                   | Punkte |
| ----- | ---- | -------------------------- | ------ |
| 1     | RUS  | Boris Kokorew              | 666,4  |
| 2     | BLR  | Ihar Bassinski             | 662,0  |
| 3     | ITA  | Roberto Di Donna           | 661.8  |
| 4     | BLR  | Kanstanzin Lukaschyk       | 660,1  |
| 5     | ITA  | Vigilio Fait               | 659,8  |
| 6     | CHN  | Wang Yifu                  | 659,3  |
| 7     | CZE  | Martin Tenk                | 657,7  |
| 8     | GUA  | Sergio Sánchez             | 657,1  |
|       |      |                            |        |
| 35    | GER  | Hans-Jürgen Bauer-Neumaier | 549    |
| 37    | GER  | Artur Gevorgjan            | 548    |

Datum: 23. Juli 1996

45 Teilnehmer aus 27 Ländern

### Schnellfeuerpistole 25 m
| Platz | Land | Sportler             | Punkte     |
| ----- | ---- | -------------------- | ---------- |
| 1     | GER  | Ralf Schumann        | 698,0 (OR) |
| 2     | BUL  | Emil Milew           | 692,1      |
| 3     | KAZ  | Wladimir Wochmjanin  | 691,5      |
| 4     | POL  | Krzysztof Kucharczyk | 690,5      |
| 5     | CHN  | Meng Gang            | 687,1      |
| 6     | MDA  | Ghenadie Lisoconi    | 687,0      |
| 7     | HUN  | Lajos Pálinkás       | 685,9      |
| 8     | GER  | Daniel Leonhard      | 683,6      |
|       |      |                      |            |
| 12    | SUI  | Michel Ansermet      | 583        |
| 12    | SUI  | Urs Tobler           | 583        |

Datum: 23. und 24. Juli 1996

23 Teilnehmer aus 19 Ländern

### Luftpistole 10 m
| Platz | Land | Sportler                   | Punkte |
| ----- | ---- | -------------------------- | ------ |
| 1     | ITA  | Roberto Di Donna           | 684,2  |
| 2     | CHN  | Wang Yifu                  | 684,1  |
| 3     | BUL  | Tanju Kirjakow             | 683,8  |
| 4     | RUS  | Sergei Pyschjanow          | 683,5  |
| 5     | POL  | Jerzy Pietrzak             | 682,7  |
| 6     | CHN  | Tan Zongliang              | 682,0  |
| 7     | BLR  | Ihar Bassinski             | 681,8  |
| 8     | NAM  | Friedhelm Sack             | 680,2  |
| 9     | GER  | Artur Gevorgjan            | 580    |
| 9     | GER  | Hans-Jürgen Bauer-Neumaier | 580    |

Datum: 20. Juli 1996

50 Teilnehmer aus 31 Ländern

### Skeet
| Platz | Land | Sportler              | Punkte   |
| ----- | ---- | --------------------- | -------- |
| 1     | ITA  | Ennio Falco           | 149 (OR) |
| 2     | POL  | Mirosław Rzepkowski   | 148      |
| 3     | ITA  | Andrea Benelli        | 147      |
| 4     | DEN  | Ole Riber Rasmussen   | 147      |
| 5     | RUS  | Nikolai Tjoply        | 146      |
| 6     | LAT  | Boriss Timofejevs     | 145      |
| 7     | EST  | Andrei Inešin         | 121      |
| 8     | CUB  | Juan Miguel Rodríguez | 121      |
|       |      |                       |          |
| 20    | GER  | Bernhard Hochwald     | 119      |
| 26    | GER  | Jan-Henrik Heinrich   | 118      |
| 26    | GER  | Axel Wegner           | 118      |

Datum: 26. Juli 1996

54 Teilnehmer aus 34 Ländern

### Trap
| Platz | Land | Sportler         | Punkte   |
| ----- | ---- | ---------------- | -------- |
| 1     | AUS  | Michael Diamond  | 149 (OR) |
| 2     | USA  | Josh Lakatos     | 147      |
| 3     | USA  | Lance Bade       | 147      |
| 4     | AUS  | John Maxwell     | 146      |
| 5     | CHN  | Zhang Bing       | 146      |
| 6     | SVK  | Vladimir Slamka  | 145      |
| 7     | POR  | Manuel Vieira    | 122      |
| 8     | CZE  | Jiří Gach        | 121      |
| 9     | GER  | Karsten Bindrich | 121      |
|       |      |                  |          |
| 20    | SUI  | Xavier Bouvier   | 119      |
| 20    | GER  | Jörg Damme       | 119      |
| 42    | LUX  | Armand Dousemont | 116      |
| 49    | GER  | Uwe Möller       | 114      |

Datum: 20. und 21. Juli 1996

58 Teilnehmer aus 41 Ländern

### Doppel-Trap
| Platz | Land | Sportler         | Punkte   |
| ----- | ---- | ---------------- | -------- |
| 1     | AUS  | Russell Mark     | 189 (OR) |
| 2     | ITA  | Albano Pera      | 183      |
| 3     | CHN  | Zhang Bing       | 183      |
| 4     | KOR  | Park Chul-sung   | 183      |
| 5     | GBR  | Richard Faulds   | 180      |
| 6     | TPE  | Huang I-chien    | 178      |
| 7     | CHN  | Li Bo            | 138      |
| 8     | USA  | David Alcoriza   | 138      |
|       |      |                  |          |
| 15    | GER  | Karsten Bindrich | 133      |
| 22    | GER  | Waldemar Schanz  | 128      |
| 33    | LUX  | Armand Dousemont | 120      |

Datum: 24. Juli 1996

35 Teilnehmer aus 25 Ländern

## Ergebnisse Frauen

### Kleinkaliber Dreistellungskampf 50 m
| Platz | Land | Sportlerin          | Punkte     |
| ----- | ---- | ------------------- | ---------- |
| 1     | YUG  | Aleksandra Ivošev   | 686,1 (OR) |
| 2     | RUS  | Irina Gerassimjonok | 680,1      |
| 3     | POL  | Renata Mauer        | 679,8      |
| 4     | GER  | Kirsten Obel        | 679,2      |
| 5     | BUL  | Nonka Matowa        | 678,8      |
| 6     | KOR  | Kong Hyun-ah        | 675,8      |
| 7     | USA  | Elizabeth Bourland  | 674,0      |
| 8     | UKR  | Tetyana Nesterowa   | 673,3      |
| 9     | SUI  | Gaby Bühlmann       | 579        |
| 9     | GER  | Petra Horneber      | 579        |
|       |      |                     |            |
| 22    | SUI  | Sabina Fuchs        | 574        |

Datum: 24. Juli 1996

38 Teilnehmerinnen aus 21 Ländern

### Luftgewehr 10 m
| Platz | Land | Sportlerin        | Punkte |
| ----- | ---- | ----------------- | ------ |
| 1     | POL  | Renata Mauer      | 497,6  |
| 2     | GER  | Petra Horneber    | 497,4  |
| 3     | YUG  | Aleksandra Ivošev | 497,2  |
| 4     | FRA  | Valérie Bellenoue | 496,6  |
| 5     | BLR  | Olga Pogrebnyak   | 496,4  |
| 6     | CZE  | Marta Nedvědová   | 495,1  |
| 7     | HUN  | Éva Joó           | 494,5  |
| 8     | UKR  | Lessja Leskiw     | 494,2  |
|       |      |                   |        |
| 13    | SUI  | Gaby Bühlmann     | 392    |
| 13    | SUI  | Sabina Fuchs      | 392    |
| 36    | GER  | Bettina Knells    | 386    |

Datum: 20. Juli 1996

49 Teilnehmerinnen aus 31 Ländern

### Sportpistole 25 m
| Platz | Land | Sportlerin         | Punkte |
| ----- | ---- | ------------------ | ------ |
| 1     | CHN  | Li Duihong         | 687,9  |
| 2     | BUL  | Diana Jorgowa      | 684,8  |
| 3     | RUS  | Marina Logwinenko  | 684,2  |
| 4     | KOR  | Boo Soon-hee       | 683,9  |
| 5     | MGL  | Otrjadyn Gündegmaa | 681,3  |
| 6     | YUG  | Jasna Šekarić      | 680,4  |
| 7     | GEO  | Nino Salukwadse    | 677,6  |
| 8     | POL  | Julita Macur       | 677,4  |
|       |      |                    |        |
| 23    | GER  | Anke Völker        | 573    |

Datum: 26. Juli 1996

37 Teilnehmerinnen aus 24 Ländern

### Luftpistole 10 m
| Platz | Land | Sportlerin        | Punkte     |
| ----- | ---- | ----------------- | ---------- |
| 1     | RUS  | Olga Klotschnewa  | 490,1 (OR) |
| 2     | RUS  | Marina Logwinenko | 488,5      |
| 3     | BUL  | Marija Grosdewa   | 488,5      |
| 4     | YUG  | Jasna Šekarić     | 487,1      |
| 5     | GEO  | Nino Salukwadse   | 484,0      |
| 6     | KAZ  | Galina Beljajewa  | 481,7      |
| 7     | KAZ  | Julija Bondarewa  | 479,3      |
| 8     | BLR  | Lalita Milschina  | 479,1      |
|       |      |                   |            |
| 27    | GER  | Anke Völker       | 375        |

Datum: 21. Juli 1996

41 Teilnehmer aus 26 Ländern

### Doppel-Trap
| Platz | Land | Sportlerin             | Punkte |
| ----- | ---- | ---------------------- | ------ |
| 1     | USA  | Kim Rhode              | 141    |
| 2     | GER  | Susanne Kiermayer      | 139    |
| 3     | AUS  | Deserie Huddleston     | 139    |
| 4     | USA  | Theresa DeWitt         | 137    |
| 5     | FIN  | Riitta-Mari Murtoniemi | 133    |
| 6     | JPN  | Yoshiko Kira           | 132    |
| 7     | AUS  | Annmaree Roberts       | 103    |
| 8     | CHN  | Gao E                  | 103    |

Datum: 23. Juli 1996

21 Teilnehmerinnen aus 14 Ländern